# Rozsnyai Margit
Rozsnyai Margit Terézia (Rozsnyó, 1948. május 9. – Budapest, 2018. július 11.) magyar pszichológus.

## Életútja
A Gyógypedagógia Főiskolán szerzett először diplomát, majd az ELTE Pszichológiai Karán diplomázott. 1974 és 2008 között a Fővárosi Pályaválasztási Tanácsadó Intézetben dolgozott munkatársként, majd osztályvezetőként és igazgatóhelyettesként.
Élettársával, Szabados Tamással közösen számos ismeretterjesztő filmet készített.

## Művei
- Bereczkei Tamás–Rozsnyai Margit–Vekerdy Tamás: Választások; Saxum, Bp., 2012 (Az élet dolgai)

Filmek
- Jelfák (2002, ismeretterjesztő filmsorozat, az ötvöskónyi hársról készített epizódja, szerkesztő)
- Elmentünk a Nap után (2004, dokumentumfilm, forgatókönyvíró, riporter)
- Valamikor lábon mentek Európába (2004, dokumentumfilm, forgatókönyvíró)
- Ispotály: Telkibánya kincse (2005, dokumentumfilm, rendező)
- Családi kép tök jó helyen (2006, ismeretterjesztő filmsorozat, forgatókönyvíró)
- Ki nyert? Ki veszített? (2006, dokumentumfilm, forgatókönyvíró)
- Magyar zarándokok Szent Jakab útján (2006, útleíró sorozat, forgatókönyvíró, szerkesztő)
- Bicske barátok kincse - Bicske (2007, dokumentumfilm, forgatókönyvíró)
- Tanító ösvények: Csongrád - Vizek, borok, halászok (2009, dokumentumfilm, forgatókönyvíró)

## Díjai
- Magyar Ezüst Érdemkereszt (2008)
- Apáczai Csere János-díj (2016)